# Knightsen
Knightsen é uma Região censo-designada localizada no Estado americano da Califórnia, no Condado de Contra Costa.

## Geografia
A área total da cidade é de 13,0 km² (5,0 mi²), sendo tudo coberto por terra.

## Demografia
De acordo com o censo de 2000, a densidade populacional é de 66,4/km² (171,7/mi²) entre os 861 habitantes, distribuídos da seguinte forma:
- 75,96% caucasianos
- 6,12% afro-americanos
- 1,39% nativo americanos
- 0,23% asiáticos
- 0,70% nativos de ilhas do Pacífico
- 12,54% outros
- 9,06% mestiços
- 26,48% latinos

Existem 214 famílias na cidade, e a quantidade média de pessoas por residência é de 3,04 pessoas.

## Localidades na vizinhança
O diagrama seguinte representa as localidades num raio de 16 km ao redor de Knightsen.